# Chevrolet Chevette
Chevrolet Chevette – samochód osobowy klasy kompaktowej produkowany pod amerykańską marką Chevrolet w latach 1973–1994 oraz w latach 1975–1987 na rynku północnoamerykańskim.

## Historia i opis modelu

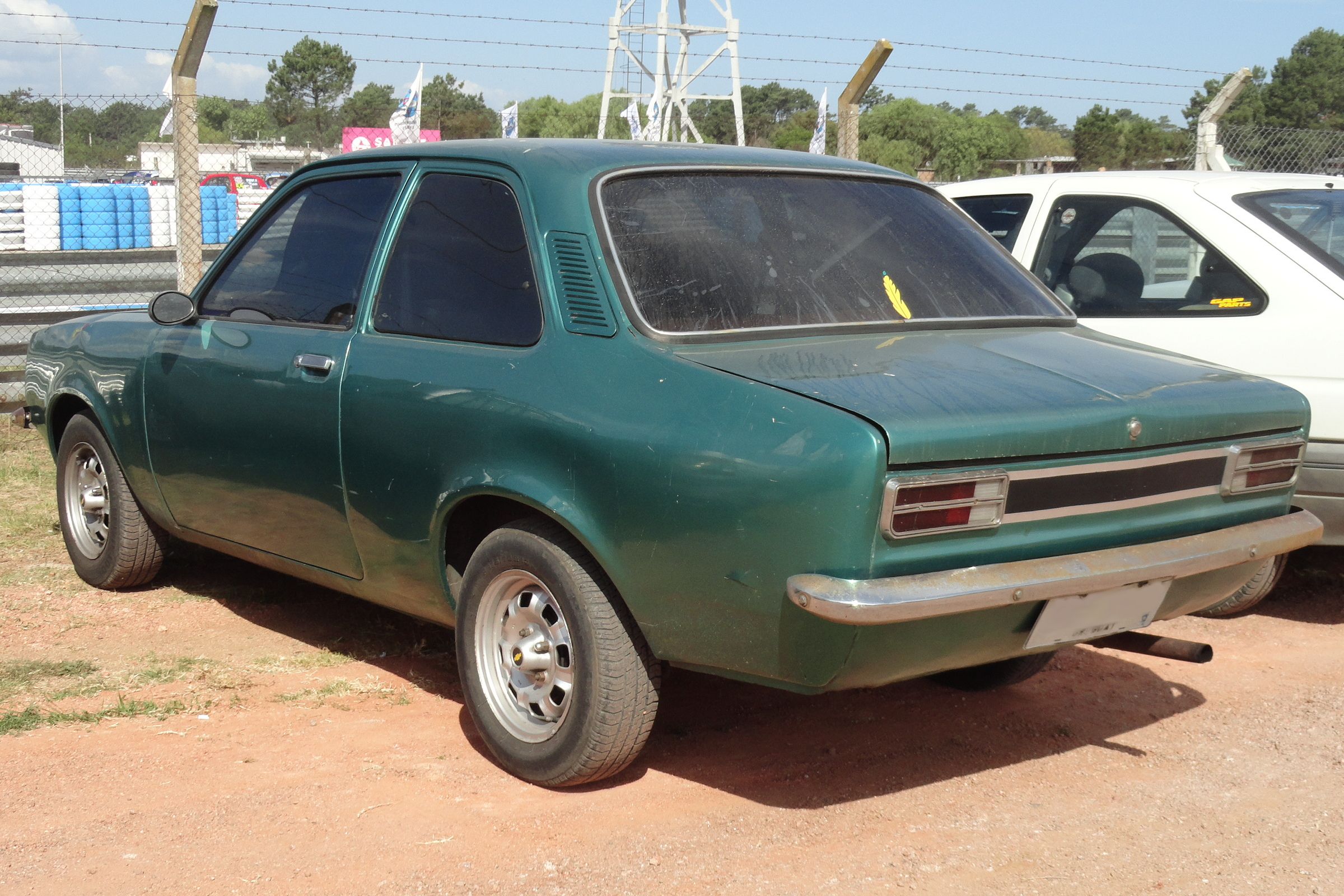
Chevrolet Chevette – tył

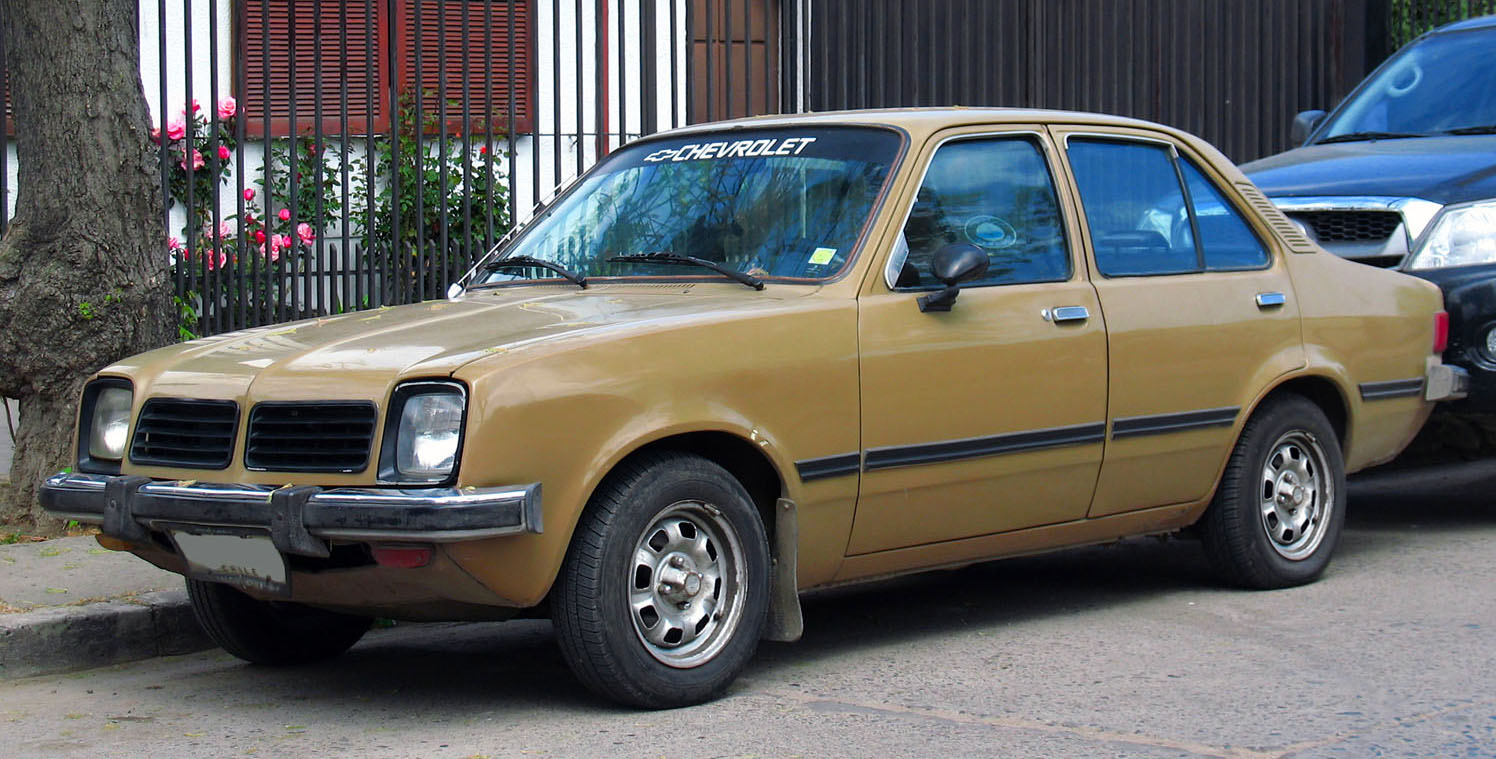
Chevrolet Chevette po liftingu

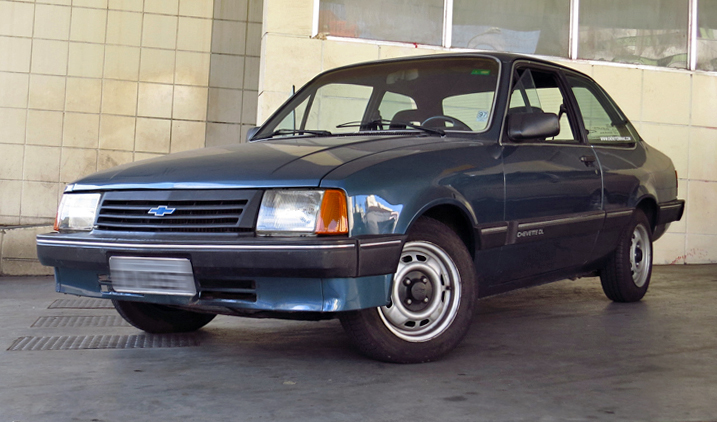
Chevrolet Chevette po drugim liftingu

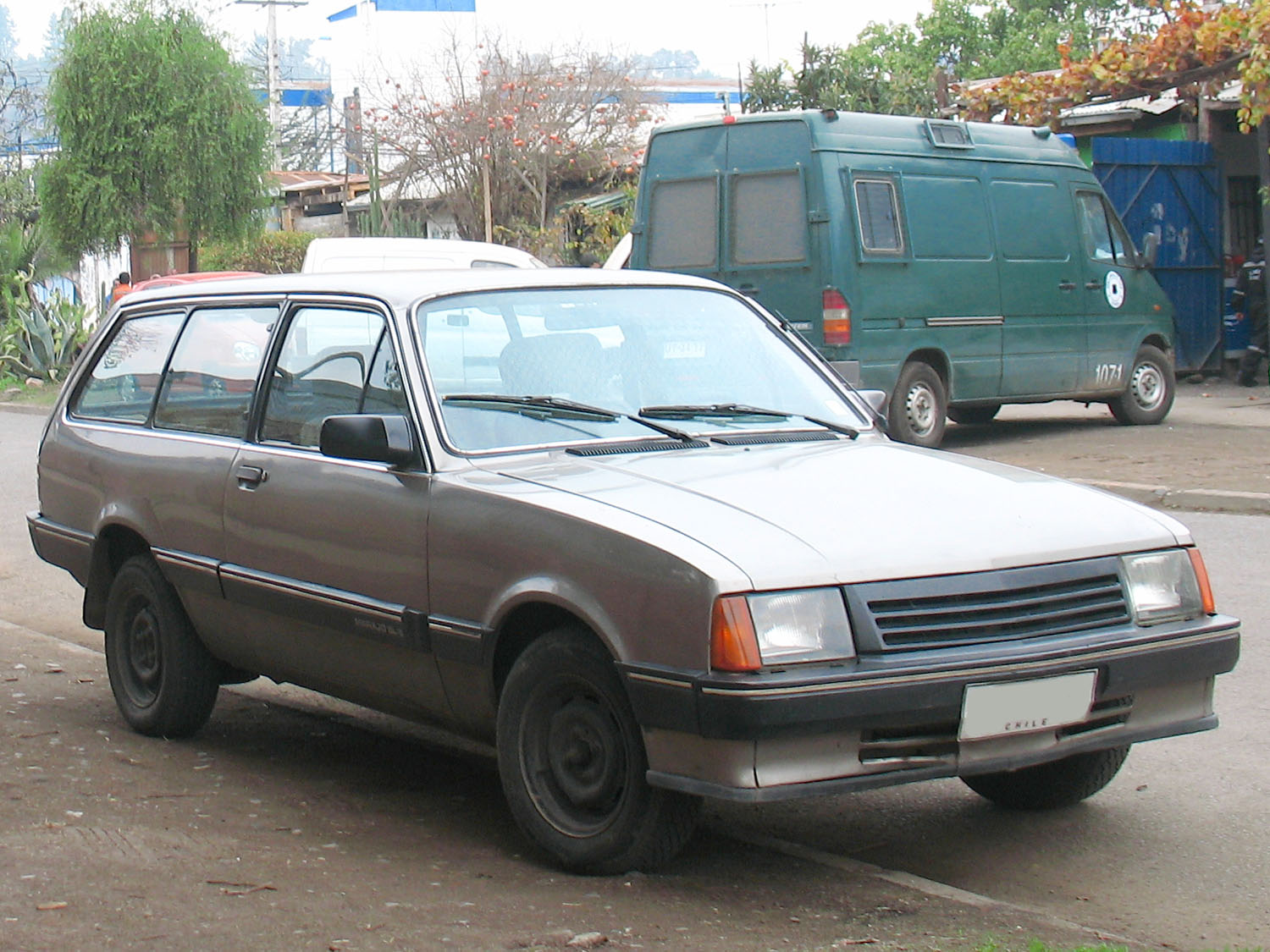
Chevrolet Marajó po drugim liftingu

W połowie lat 70. XX wieku General Motors przedstawiło nową, globalną platformę GM T, która opracowana została z myślą o uniwersalnej konstrukcji kompaktowego samochodu przeznaczonego dla licznych marek koncernu. Posłużyła ona także dla modelu Chevroleta, który pod nazwą Chevette w pierwszej kolejności zadebiutował na rynku Ameryki Południowej jako odpowiedź na konkurencyjny model Ford Corcel.
Chevrolet Chevette w wariancie z pierwszych lat produkcji wyróżniał się strzelistym, ściętym przodem z pojedynczymi, okrągłymi reflektorami umieszczonymi w kanciasto zarysowanych obudowach. Połączyła je prostokątna, wąska atrapa chłodnicy. 

### Marajó
W odpowiedzi na konkurencyjnego Forda Belina, brazylijski oddział Chevrolet zdecydował się opracować z myślą o rynku Ameryki Południowej kompaktowe kombi Chevrolet Marajó oparte na bazie Chevette. Samochód wyróżniał cię kanciasto zakończonym, 3-drzwiowym nadwoziem z jedną parą drzwi, debiutując na rynku we wrześniu 1980 roku.

### Restylizacje
Podczas trwającej 21 lat produkcji południowoamerykańskiego Chevroleta Chevette, samochód regularnie przechodził obszerne modernizacje nadwozia mające na celu unowocześnić sylwetkę i dostosować ją do aktualnie obowiązujących standardów wyposażenia standardowego oraz bezpieczeństwa.
Pierwsze zmiany Chevette przeszło w 1978 roku, upodabniając się do równolegle oferowanego wariantu północnoamerykańskiego. Pas przedni został ścięty pod przeciwnym kątem, zyskując nowe obudowy reflektorów i charakterystyczny, dwuczęściowy wlot powietrza. 
Kolejną, znacznie obszerniejszą modernizację Chevrolet Chevette przeszedł w 1983 roku, zyskując gruntownie zmodyfikowany przód z prostokątnymi reflektorami, a także dużym, plastikowym jednoczęściowym grillem z nowym logo producenta. Zmienił się też kształt lamp tylnych, a także wygląd zderzaków.

### Silniki
- L4 1.0l
- L4 1.3l
- L4 1.6l
- L4 1.8l

### Wersja północnoamerykańska

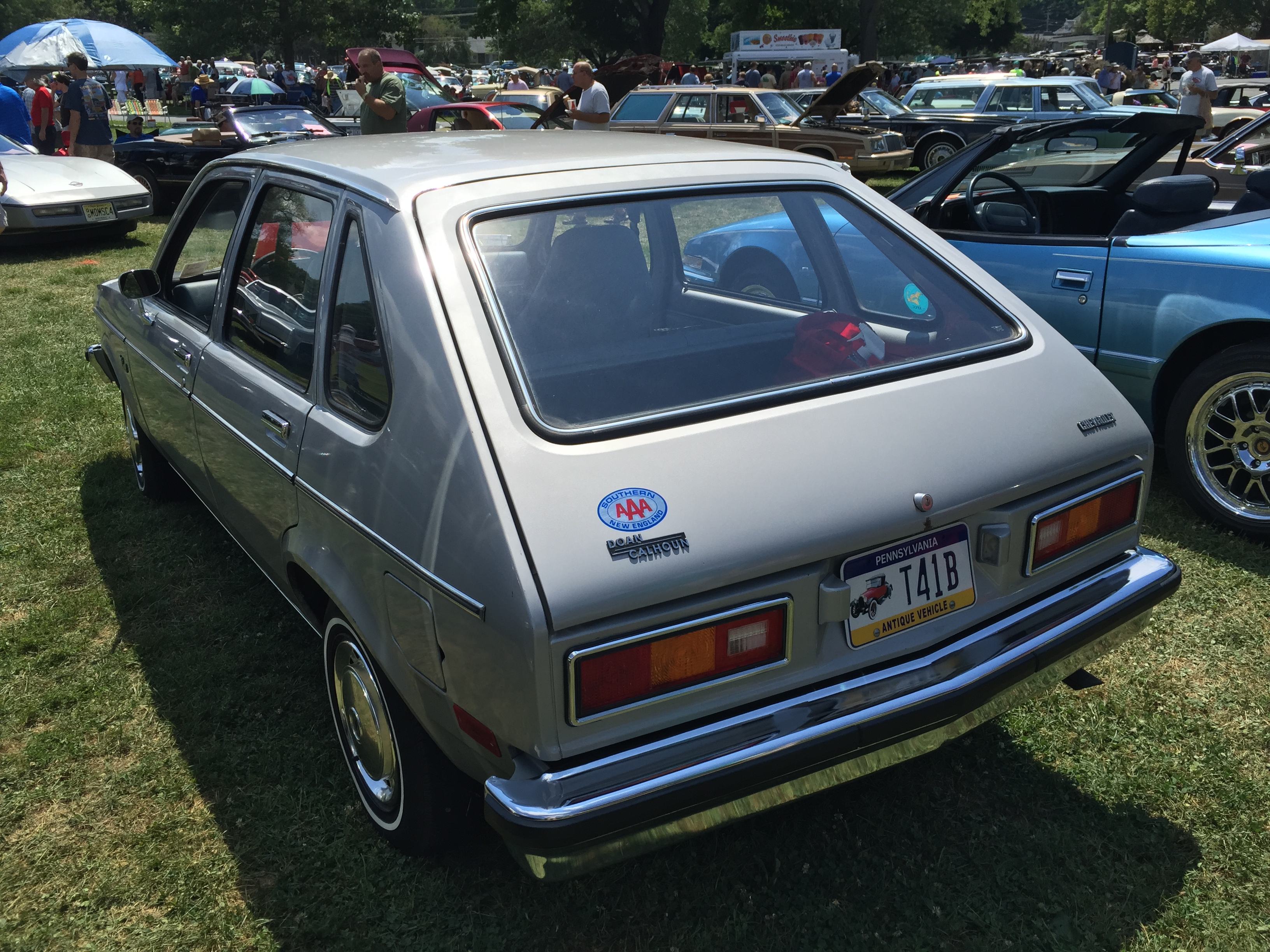
Chevrolet Chevette – tył

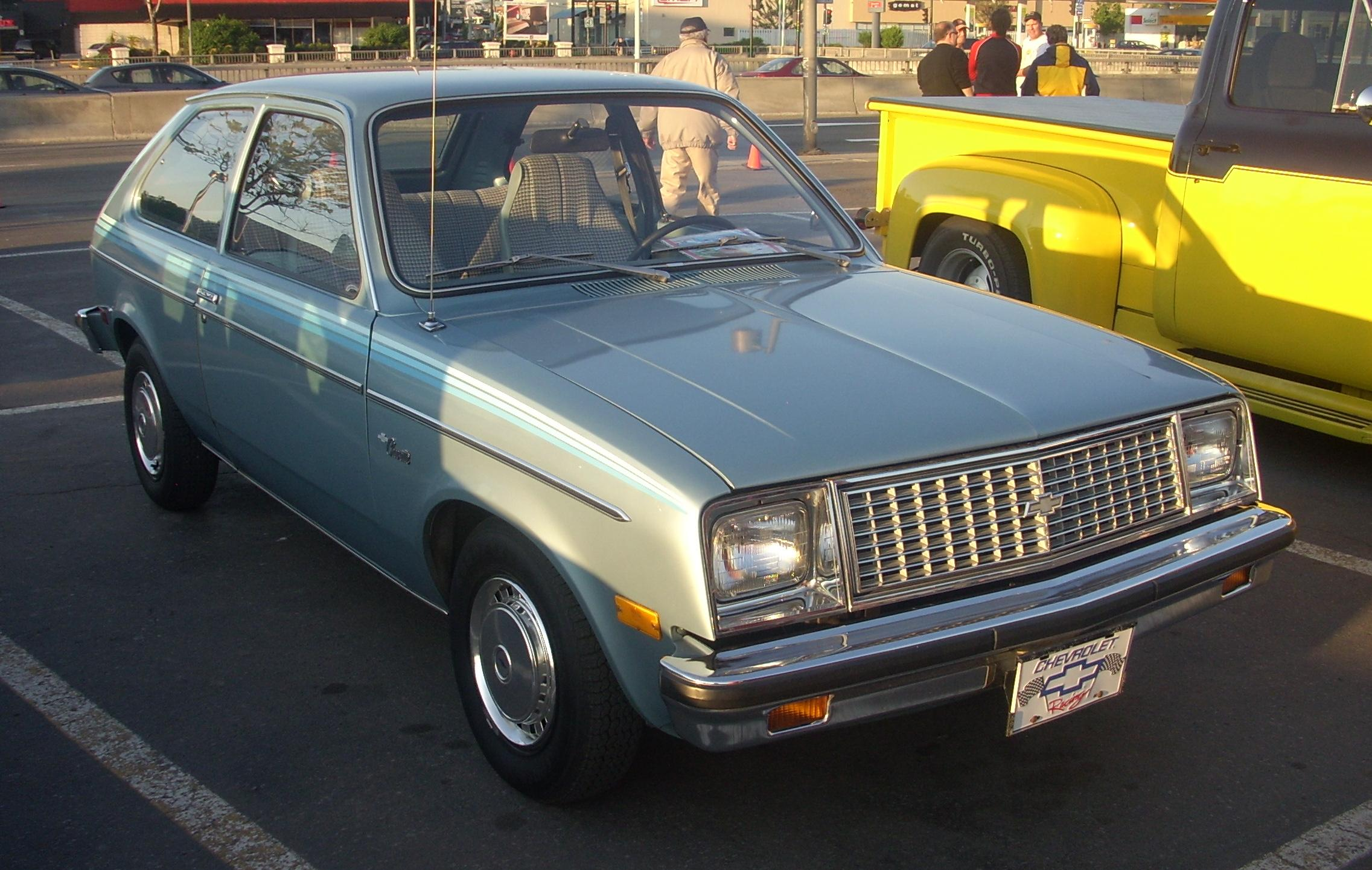
Chevrolet Chevette po liftingu

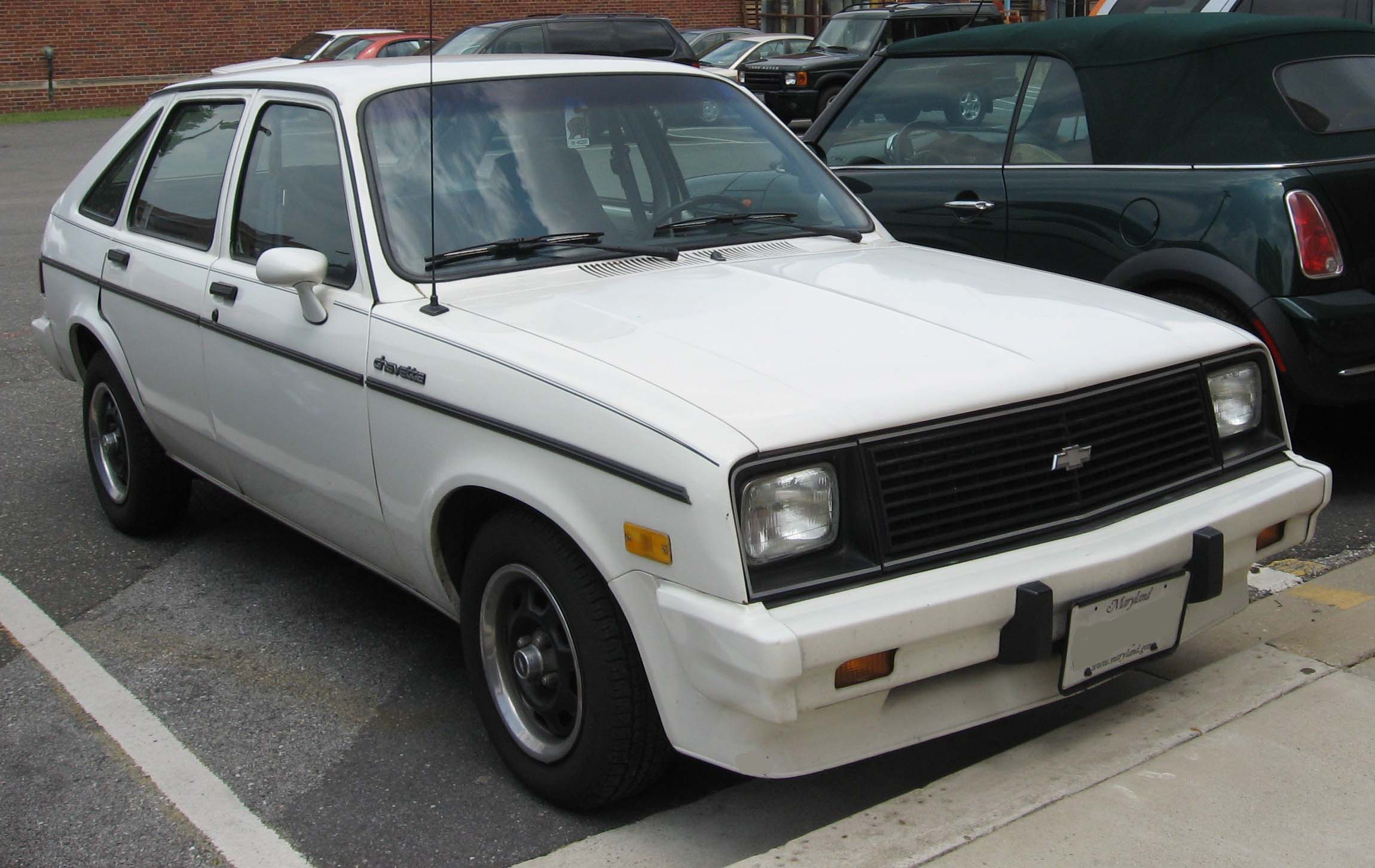
Chevrolet Chevette po drugim liftingu

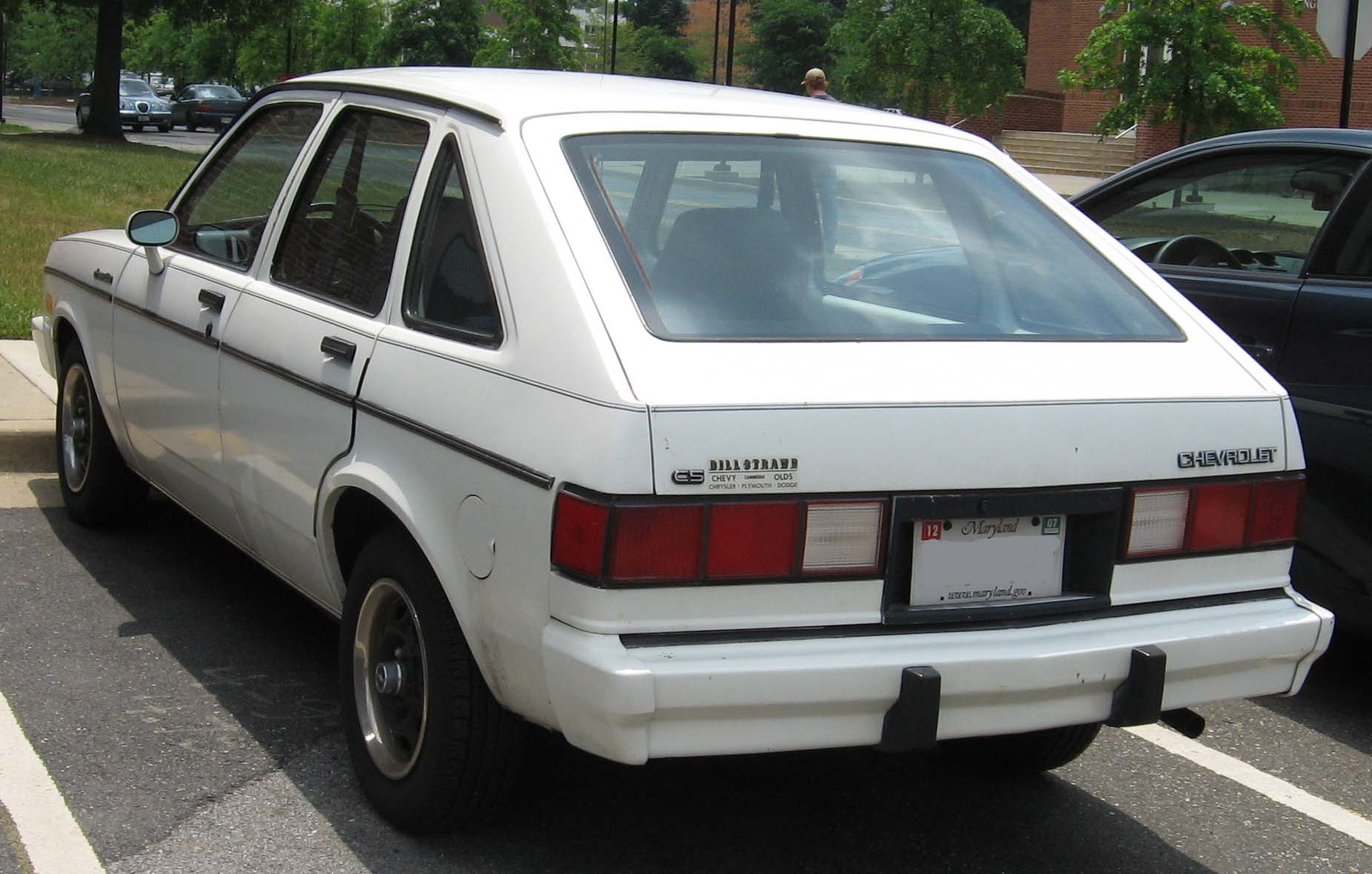
Chevrolet Chevette – tył po drugim liftingu

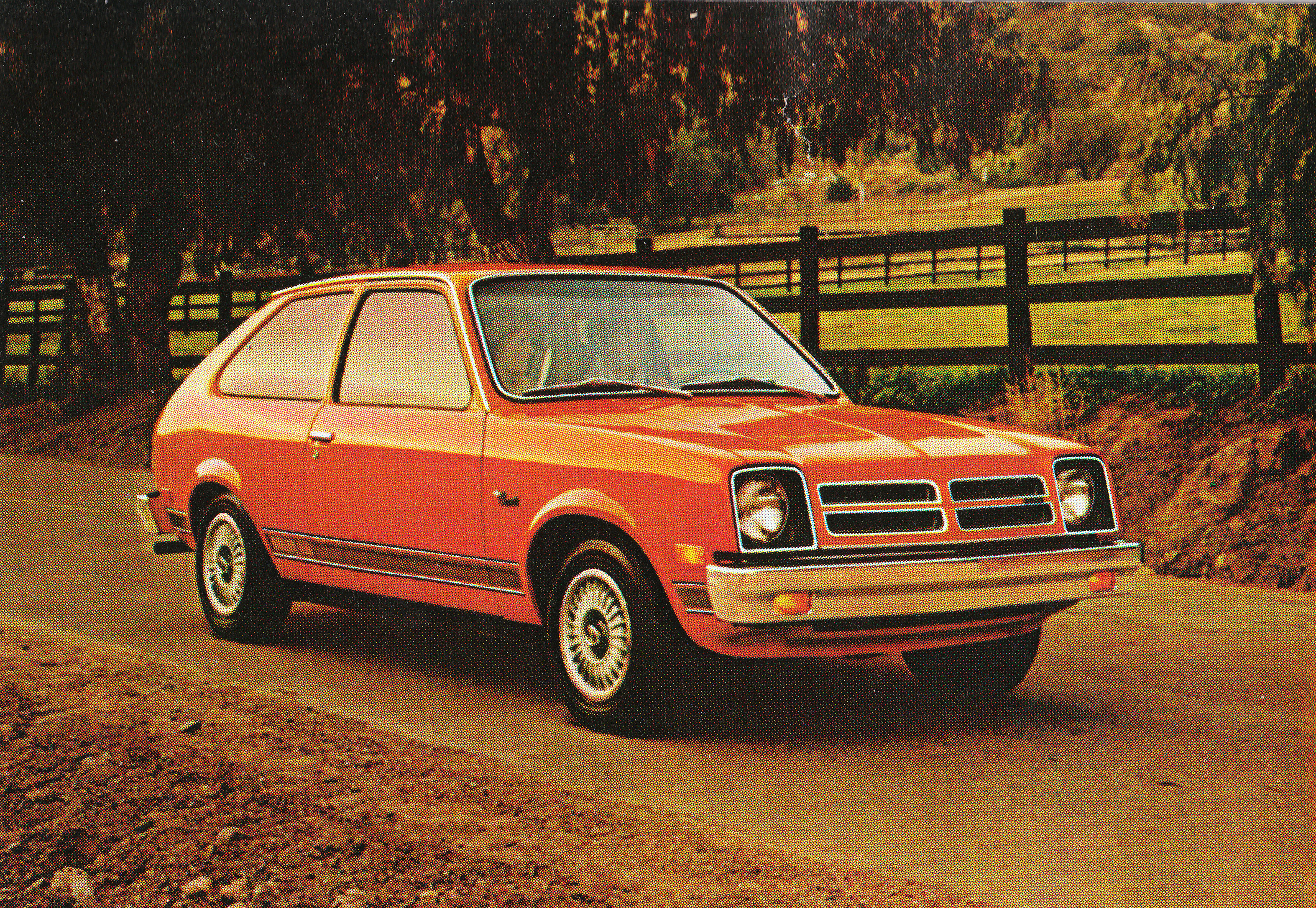
Chevrolet Chevette Rally

Chevrolet Chevette został zaprezentowany po raz pierwszy w 1975 roku.
Dwa lata po premierze Chevette na rynku Ameryki Południowej, General Motors zdecyowało się wdrożyć do sprzedaży ten model także w Stanach Zjednoczonych. Samochód trafił tam do sprzedaży pod koniec 1975 roku, początkowo wyłącznie jako 3-drzwiowy hatchback z benzynowymi silnikami R4 OHC o pojemności 1,4 oraz 1,6 l. Moc przenoszona była na tylne koła za pomocą czterobiegowej manualnej skrzyni biegów. Jako opcja dostępna była trzybiegowa skrzynia automatyczna.
Z czasem gama Chevroleta Chevette została poszerzona także o 5-drzwiowego hatchbacka oraz 2-drzwiowego sedana. Możliwe do zamówienia były pakiety "Rally" lub "Woody" oraz tani pakiet "Scooter", gdzie np. tylna kanapa dostępna była za dopłatą.

### Kalendarium[9]
- 1975: Wczesne rroczniki Chevette można rozpoznać po masce opadającej na zderzak, okrągłych reflektorach przednich oraz lekko wygiętym tylnym pasie z trójkolorowymi światłami w chromowanej ramce.
- 1978: Producent przeprowadził restylizację modelu, która przyniosła zmodyfikowany grill przedni, a także chromowane obwódki grilla i świateł przednich. Ponadto, wprowadzono też 5-drzwiowy model o dłuższym rozstawie osi oraz pokrywę wlewu paliwa, silnik 1,4 L oraz pakiet "Woody".
- 1979: W gamie Chevette znalazł się dwugardzielowy gaźnik Holley w standardzie, a także przeprowadzono kolejną modernizację modelu. Płaska maska nie zachodzi już na zderzak; wielki chromowany grill z emblematem Chevroleta "Bow-Tie" oraz całkowicie nowe prostokątne klosze z przodu.
- 1980: Pojawił się inny pas tylny. Nowa klapa bagażnika, światła tylne z czarnymi obwódkami, lampy kierunkowskazów zintegrowane z kloszem świateł tylnych. Plastikowe drzwiczki od wlewu paliwa.
- 1981: Nowy wzór felg, koniec sprzedaży kołpaków "dog dish". Wprowadzenie samochodu Pontiac T1000, który dzielił nadwozie z Chevette, miał czarny grill z przodu chromowane listewki wokół okien w standardzie. Wprowadzono silnik Diesla pod koniec roku. Nowe przełożenie główne (3.36).
- 1982: Silnik Diesla dostępny jako opcja (motor 1,8 L Isuzu). Pięciobiegowa skrzynia manualna dostępna opcjonalnie z silnikami benzynowymi (standard w Dieslu). Pięciodrzwiowe nadwozie dostępne opcjonalnie w wersji "Scooter".
- 1983: Przeprojektowanie pasów nadwozia z tyłu i z przodu; wprowadzenie wersji Chevette CS. Chromowany grill oraz listwy zastąpione zostały plastikowymi odpowiednikami.
- 1985: Zawieszenie produkcji bazowego Chevette.
- 1986: Trzecie światło stopu za tylną szybą.
- 1987: Koniec sprzedaży i produkcji Chevette.

### Silniki
- L4 1.4l G140
- L4 1.6l G161Z
- L4 1.8l 4FB1